# Demografie Australiens

Bevölkerungspyramide Australiens 2017

Die Bevölkerung Australiens wird zum 31. März 2023 auf 26.902.000 Personen geschätzt. Australien ist das 52. bevölkerungsreichste Land der Welt und das bevölkerungsreichste Land in Ozeanien und gehört zu den Ländern mit der weltweit niedrigsten Bevölkerungsdichte. Seine Bevölkerung konzentriert sich hauptsächlich auf städtische Gebiete an den Küsten und wird bis 2050 voraussichtlich 37 Millionen überschreiten. Die Bevölkerung Australiens ist von einer geschätzten Bevölkerungszahl zwischen 300.000 und 1.000.000 zur Zeit der britischen Besiedlung im Jahr 1788 aufgrund zahlreicher Einwanderungswellen in der Folgezeit stark gewachsen. Allein seit dem Ende des Ersten Weltkriegs vervierfachte sie sich. Australien hat die achtgrößte Einwandererpopulation der Welt, wobei der Anteil der Einwanderer an der Bevölkerung mit 29 % höher ist als in jeder anderen Nation mit einer Bevölkerung von über 10 Millionen Einwohnern. Aufgrund der Einwanderung aus anderen Kontinenten, besonders aus Asien, nimmt der Anteil der europäischstämmigen Komponente an der Bevölkerung prozentual ab und lag 2016 bei 76 %, wobei 58 % anglo-keltischer und 18 % anderer europäischer Abstammung waren. Ein weiteres Merkmal ist die hohe Verstädterung. Mit 86 % der Bevölkerung, die in einer Handvoll städtischer Gebiete lebt, ist Australien eines der am stärksten urbanisierten Länder der Welt. Die Lebenserwartung des Landes gehört zu den höchsten der Welt. Dank hoher Raten an Einwanderung und einer höheren Geburtenrate als in den meisten entwickelten Ländern ist die Bevölkerung im Mittel jünger als in den meisten Industrieländern und weist einen Geburtenüberschuss auf. Allerdings ist auch in Australien eine fortschreitende Alterung zu beobachten. Mit einer Bevölkerungswachstumsrate von über einem Prozent verzeichnet Australien eine vergleichsweise hohe Bevölkerungsdynamik. Australien verfügt über einen hohen Lebensstandard und zählt zu den wohlhabendsten Gesellschaften der Welt. Im Median verfügten die Staatsbürger Australiens 2019 über ein Gesamtvermögen von über 191.000 US-Dollar pro Kopf, was der höchste Wert weltweit war.
Für Daten zur Erfassung der Bevölkerung ist das Australian Bureau of Statistics zuständig, welches alle fünf Jahre eine Volkszählung organisiert. Australien sammelt im Allgemeinen keine Daten über Hautfarbe oder Ethnie, mit Ausnahme der australischen Aborigines und der indigenen Bewohner der Torres-Strait-Inseln, aber die australische Volkszählung bittet die Befragten, ihre Abstammung zu benennen. Bei der Volkszählung 2016 wurden 649.171 Personen (2,8 % der Gesamtbevölkerung) als Aborigines oder indigene Bewohner der Torres-Strait-Inseln gezählt. Heute leben die meisten der australischen Ureinwohner an der Ostküste Australiens, wo fast 60 % der australischen Ureinwohner in New South Wales (208.476) und Queensland (188.954) leben, wo sie etwa 2 bis 5 % der Bevölkerung dieser Bundesstaaten ausmacht. Das Northern Territory hat eine indigene Bevölkerung von fast 70.000. Diese stellt etwa 30 % der Gesamtbevölkerung des Northern Territory dar. Die Aborigines gelten als sozial und wirtschaftlich gegenüber der Mehrheitsbevölkerung benachteiligt.

## Ethnie und Abstammung

Anteil der indigenen Bevölkerung (2011)

Der früheste akzeptierte Zeitrahmen für die ersten Ankünfte von australischen Ureinwohnern auf dem Kontinent Australien war vor mindestens 65.000 Jahren, höchstwahrscheinlich von den Inseln Indonesiens und Neuguinea aus.
Der britische Kapitän James Cook erreichte als erster Europäer am 28. April 1770 die Ostküste Australiens. Zu dieser Zeit wurde die indigene Bevölkerung auf 315.000 bis 750.000 geschätzt, aufgeteilt in bis zu 500 Stämme, die viele verschiedene Sprachen sprachen und als Jäger und Sammler lebten. Die Briten erklärten das Land zur Terra Nullius und errichteten die Sträflingskolonie Australien nach der Ankunft der First Fleet am 18. Januar 1788 in der Botany Bay. Nach und nach entstanden weitere voneinander unabhängige britische Kolonien auf dem Kontinent Australien und am 1. Januar 1901 formierten sie sich zum Nationalstaat Australien. Die indigene Bevölkerung wurde durch die britische Landnahme und Kolonisierungsmaßnahmen und ihre eingeschleppten Krankheiten deutlich dezimiert. Die indigene Bevölkerung der Insel Tasmanien, die Tasmanier, starb in der Folge sogar komplett aus. Eine Erfassung der Bevölkerung der Ureinwohner gibt es in Australien erst seit 1961.
Über Generationen hinweg kam die überwiegende Mehrheit der Siedler aus der Kolonialzeit und der Einwanderer aus der Zeit nach der Föderation von den Britischen Inseln, obwohl die Goldminen auch Migranten aus anderen Ländern, insbesondere aus China, anzogen. Seit dem Ende des Zweiten Weltkriegs hat sich die Bevölkerung Australiens mehr als verdoppelt, was durch die massive europäische Einwanderung in den unmittelbaren Nachkriegsjahrzehnten noch verstärkt wurde. Zu dieser Zeit verhinderte die Politik des weißen Australiens (White Australia Policy) die außereuropäische Einwanderung. Die Herkunft der Einwanderer verschob sich allerdings bereits damals weg von englischsprachigen Ländern hin zu südeuropäischen Einwanderern. Die Abschaffung der White-Australia-Politik Mitte der 1970er Jahre führte zu einem deutlichen Anstieg der außereuropäischen Einwanderung, vor allem aus Asien, und zu einem Wandel in der Bevölkerungszusammensetzung.
Bei der australischen Volkszählung 2016 waren dies die am häufigsten angegebenen Abstammungen: Die Bezeichnung Australisch als Abstammung deutet auf Abstammung von den ersten britischen Siedlern hin und unterscheidet sich von der indigenen Abstammung.
| Abstammung     | Anteil der Bevölkerung |
| -------------- | ---------------------- |
| Englisch       | 36,1 %                 |
| Australisch    | 33,5 %                 |
| Irisch         | 11,0 %                 |
| Schottisch     | 9,3 %                  |
| Chinesisch     | 5,6 %                  |
| Italienisch    | 4,6 %                  |
| Deutsch        | 4,5 %                  |
| Indisch        | 2,8 %                  |
| Indigen        | 2,8 %                  |
| Griechisch     | 1,8 %                  |
| Niederländisch | 1,6 %                  |
| Philippinisch  | 1,4 %                  |
| Vietnamesisch  | 1,4 %                  |
| Libanesisch    | 1,0 %                  |

## Migration

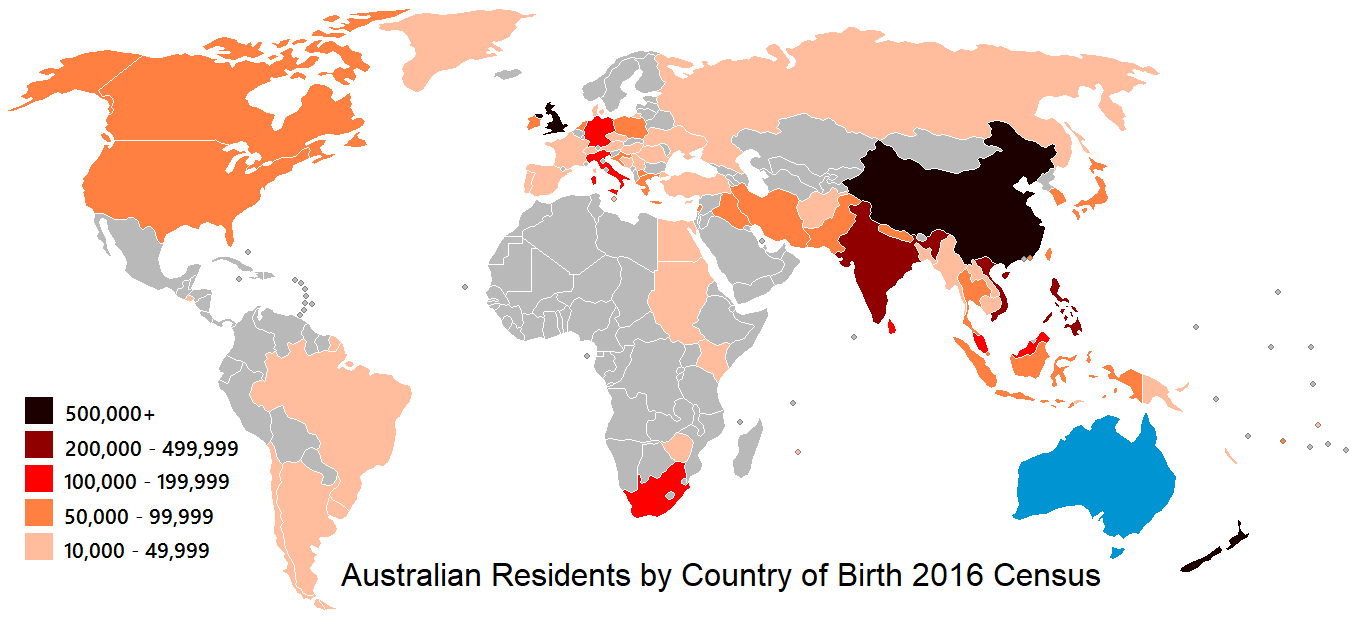
Australische Bevölkerung nach Geburtsland (2016)

Anteil an Migranten (2011)

Anzahl an Migranten (1976 bis 2017)

Die permanente europäische Besiedlung begann 1788 mit der Gründung einer britischen Strafkolonie in New South Wales. Seit der frühen Föderation im Jahr 1901 hielt Australien an der White-Australia-Politik fest, die die Einwanderung von Menschen nicht-europäischer ethnischer Herkunft nach Australien verbot und erst nach dem Zweiten Weltkrieg abgeschafft wurde. Seit 1945 haben sich mehr als 7 Millionen Menschen in Australien niedergelassen. Seit Ende der 1970er Jahre kam es zu einem deutlichen Anstieg der Einwanderung aus asiatischen und anderen außereuropäischen Ländern, wodurch Australien zu einem multikulturellen Land wurde.
Die Nettomigration aus Übersee ist von 30.042 Personen in den Jahren 1992/93 auf 178.582 Personen in den Jahren 2015/16 angestiegen. Insgesamt sind 7,3 Millionen Einwohner im Ausland geboren, was einer der höchsten Einwandereranteile der Welt darstellt. Die größten Komponenten der Einwanderung sind die Programme für die Migration von Fachkräften und die Familienzusammenführung. Das Land betreibt Einwanderung selektiv nach einem Punktesystem und wirbt viele hochqualifizierte Arbeitskräfte aus dem Ausland ab. Ab 2016 waren indische Australier die am besten ausgebildete Migrantengruppe in Australien. 54,6 % der Inder in Australien haben einen Bachelor oder einen höheren Abschluss, mehr als das Dreifache des australischen Durchschnitts von 17,2 % im Jahr 2011.
Eine soziologische Studie aus dem Jahr 2014 kam zu dem Ergebnis: dass „Australien und Kanada sind unter den westlichen Nationen am empfänglichsten für Einwanderung waren“. Gleichzeitig ist Immigration streng reguliert und das Land geht hart gegen illegale Migration vor. Australien ist Unterzeichner des Abkommen über die Rechtsstellung der Flüchtlinge und hat viele Asylsuchende aufgenommen. In den letzten Jahren hat die australische Politik der obligatorischen Inhaftierung von nicht autorisierten Ankömmlingen auf dem Seeweg allerdings Kontroversen ausgelöst.
Im Allgemeinen ist Australien kein Auswanderungsland. 2017 lebten dennoch knapp 540.000 Australier im Ausland.
| Geburtsort                                     | Anzahl Personen |
| ---------------------------------------------- | --------------- |
| Total Inland                                   | 17.650.000      |
| Total Ausland                                  | 7.341.910       |
| England                                        | 992.000         |
| Volksrepublik China                            | 651.000         |
| Indien                                         | 592.000         |
| Neuseeland                                     | 568.000         |
| Philippinen                                    | 278.000         |
| Vietnam                                        | 256.000         |
| Südafrika                                      | 189.000         |
| Italien                                        | 187.000         |
| Malaysia                                       | 174.000         |
| Schottland                                     | 135.000         |
| Sri Lanka                                      | 134.500         |
| Südkorea                                       | 116.120         |
| Deutschland                                    | 114.580         |
| Griechenland                                   | 108.830         |
| Vereinigte Staaten                             | 108.610         |
| Hongkong                                       | 100.620         |
| Quelle: Australian Bureau of Statistics (2018) |                 |

## Bevölkerungsverteilung

Verwaltungsgebiete Australiens (Ohne Außengebiete)

Australien hat eine Bevölkerungsdichte von 3 Personen pro Quadratkilometer und zählt damit zu den am dünnsten besiedelten Ländern weltweit. Die Einwohner des Landes konzentrieren sich zudem auf einige wenige Regionen im Südosten des Landes und an den Küstenregionen, während der Norden, Westen und das Zentrum Australiens nahezu menschenleer sind. Die Verstädterung erfolgte in Australien bereits sehr früh, und 1960 lebten bereits über 80 % der Bevölkerung in Städten, ein Anteil, der seitdem nur noch leicht gestiegen ist. Australien ist eine der am stärksten urbanisierten Nationen. 90 Prozent der Bevölkerung leben in nur 0,22 Prozent der Landfläche des Landes und 85 Prozent in einem Umkreis von 50 Kilometern um die Küste. Bei der Volkszählung 2016 lebten mehr als zwei Drittel der Australier in einer Hauptstadt eines Territoriums oder Bundesstaates, wobei 40 Prozent der Bevölkerung allein in den beiden größten Städten Sydney und Melbourne lebten. Australische Städte haben meistens keinen historischen Kern, sondern verfügen meistens über eine moderne Innenstadt mit Hochhäusern und darum herum ausgedehnte Vor- bzw. Satellitenstädte.
Australien besteht aus den sechs Bundesstaaten Queensland, New South Wales, Victoria, Tasmania, South Australia und Western Australia, den drei Territorien Australian Capital Territory, Jervis Bay Territory und dem Northern Territory sowie sieben Außengebieten.
| Bundesstaat/Territorium            | Bevölkerung (Zensus 2021) | Ländfläche in km2 | Bevölkerungsdichte je km2 | Quelle |
| ---------------------------------- | ------------------------- | ----------------- | ------------------------- | ------ |
| New South Wales (NSW)              | 8.072.163                 | 800.642           | 10,1                      | [ 22 ] |
| Victoria (VIC)                     | 6.503.491                 | 227.416           | 28,6                      | [ 23 ] |
| Queensland (QLD)                   | 5.156.138                 | 1.730.648         | 3,0                       | [ 24 ] |
| Western Australia (WA)             | 2.660.026                 | 2.526.674         | 1,1                       | [ 25 ] |
| South Australia (SA)               | 1.781.516                 | 983.482           | 1,8                       | [ 26 ] |
| Tasmanien (TAS)                    | 557.571                   | 68.401            | 8,2                       | [ 27 ] |
| Australian Capital Territory (ACT) | 454.499                   | 2.358             | 192,7                     | [ 28 ] |
| Northern Territory (NT)            | 232.605                   | 1.349.129         | 0,2                       | [ 29 ] |
| Jervis Bay Territory (JBT)         | 310                       | 68                | 4,6                       |        |

## Sprache
Obwohl Australien keine offizielle Sprache hat, ist Englisch de facto die Nationalsprache und Amtssprache. Australisches Englisch hat eine große Vielfalt in der Sprache mit einem ausgeprägten Akzent und unterscheidet sich leicht von anderen Varianten des Englischen in Grammatik und Rechtschreibung. General Australian dient als Standard-Dialekt.
Nach der Volkszählung von 2016 ist Englisch für 72,7 % der Bevölkerung die einzige Sprache, die zu Hause gesprochen wird. Die nächsthäufigsten zu Hause gesprochenen Sprachen sind Mandarin (2,5 %), Arabisch (1,4 %), Kantonesisch (1,2 %), Vietnamesisch (1,2 %), Italienisch (1,2 %), Griechisch (1,0 %) und Hindi (0,7 %): Ein beträchtlicher Anteil der Migranten der ersten und zweiten Generation ist zweisprachig.
Man geht davon aus, dass es zum Zeitpunkt des ersten europäischen Kontakts mit dem Kontinent über 250 australische Ureinwohnersprachen gab, von denen weniger als zwanzig noch immer von allen Altersgruppen täglich gesprochen werden. Etwa 110 weitere werden ausschließlich von älteren Menschen gesprochen. Der Verlust der Kultur und Sprache beruht vorwiegend auf langanhaltenden Versuchen der erzwungenen Assimilierung der Ureinwohner durch die Regierung. Zum Zeitpunkt der Volkszählung von 2006 berichteten 52.000 australische Ureinwohner, die 12 % der indigenen Bevölkerung ausmachen, dass sie zu Hause eine indigene Sprache sprechen.
In Australien gibt es eine Gebärdensprache, die als Auslan bekannt ist und die Hauptsprache von etwa 10.112 Gehörlosen ist, die bei der Volkszählung von 2016 berichteten, dass sie zu Hause mit Auslan kommunizieren.

## Religion
Australien war historisch gesehen eine protestantische Mehrheitsnation mit einer katholischen Minderheit. Australien hat sich inzwischen zu einem religiös vielfältigen Land entwickelt: 22 % sind katholisch, 30 % sind andere Christen, 30 % haben keine Religion, und es gibt eine beträchtliche Anzahl von Muslimen, Buddhisten, Hindus und anderen. Während Australien keine offizielle Religion hat, berufen sich die verschiedenen Regierungen Australiens in ihren Zeremonien auf den christlichen Gott, ebenso wie die verschiedenen australischen Gerichte.
In einer fakultativen Frage zur Volkszählung 2016 erklärten 52,1 % der australischen Bevölkerung sich zu Anhängern des Christentums. Historisch gesehen war der Prozentsatz weitaus höher, und die religiöse Landschaft Australiens verändert und diversifiziert sich. Bei derselben Volkszählung im Jahr 2016 gaben 30,1 % der Australier an, "keine Religion" zu haben, und weitere 9,6 % entschieden sich dafür, die Frage nicht zu beantworten. Die verbleibende Bevölkerung ist eine vielfältige Gruppe, zu der Muslime (2,6 %), Buddhisten (2,4 %), Hindus (1,9 %), Sikhs (0,5 %) und Juden (0,4 %) gehören.
Wie in vielen westlichen Ländern ist der Grad der aktiven Teilnahme am aktiven religiösen Leben geringer, als es der Anteil der Bevölkerung, der sich als einer Religion zugehörig bezeichnet, vermuten ließe. So beträgt z. B. die wöchentliche Teilnahme an christlichen Gottesdiensten nur etwa 1,5 Millionen, was einem Anteil von etwa 7,5 % der Bevölkerung entspricht. Christliche Wohltätigkeitsorganisationen, Krankenhäuser und Schulen spielen eine bedeutende Rolle in der Wohlfahrts- und Bildungsarbeit. Das katholische Bildungssystem ist mit mehr als 650.000 Schülern (und etwa 21 Prozent aller Anmeldungen zu weiterführenden Schulen) der zweitgrößte Sektor nach den staatlichen Schulen.

## Gesundheit
Australien verfügt über eine hoch entwickeltes Gesundheitswesen, auch wenn die Leistungen aufgrund der enormen Größe des Landes nicht gleichmäßig verteilt sind. Die Gesundheitsversorgung wird in Australien sowohl von der Regierung als auch von privaten Unternehmen erbracht, die häufig von Medicare abgedeckt werden. Die Gesundheitsfürsorge in Australien wird weitgehend von der Regierung auf nationaler, bundesstaatlicher und lokaler Ebene sowie von privaten Krankenversicherungen finanziert; die Kosten für die Gesundheitsfürsorge werden jedoch auch von gemeinnützigen Organisationen getragen. Einige Dienstleistungen werden von Freiwilligen erbracht, insbesondere die Fern- und psychologische Gesundheitsversorgung. Im Jahr 2017/18 beliefen sich die gesamten Gesundheitsausgaben auf 185,4 Milliarden US-Dollar, was 7.485 Dollar pro Person entspricht. Der Großteil der Gesundheitsausgaben entfiel auf Krankenhäuser (40 %) und die medizinische Grundversorgung (34 %). Die Gesundheitsausgaben machten 10 % der gesamten wirtschaftlichen Aktivität aus.
Bei den meisten gesundheitlichen Indikatoren schneidet Australien im internationalen Vergleich gut ab. Die durchschnittliche Lebenserwartung lag 2017 bei 82,4 Jahren (Männer: 80,4 Jahre, Frauen: 84,7 Jahre) und gehört zu den höchsten der Welt. Die Säuglingssterblichkeit lag 2018 bei 3,1 von 1.000 Geburten und ist damit im internationalen Vergleich niedrig. Ein Problem ist die hohe Rate an übergewichtigen Personen. In den Jahren 2017/18 zeigte die nationale Gesundheitsumfrage des australischen Statistikamtes, dass zwei Drittel (67,0 %) der australischen Erwachsenen übergewichtig oder fettleibig waren (12,5 Millionen Menschen). Die Nationale Gesundheitsstudie zeigte auch, dass fast ein Viertel (24,9 %) der Kinder im Alter von 5–17 Jahren in den Jahren 2017/18 übergewichtig oder fettleibig waren. Zwischen den Aborigines und der restlichen Bevölkerung besteht eine große Lücke bei verschiedenen gesundheitlichen Indikatoren. So haben diese eine deutlich höhere Rate an Selbstmorden, Übergewicht und Alkoholkonsum. Ihre Lebenserwartung war 2015/17 knapp 9 Jahre niedriger.

## Bildung
In Australien beginnt der Unterricht zwischen dem Alter von fünf oder sechs Jahren und endet je nach Bundesstaat oder Territorium und Geburtsdatum mit fünfzehn, sechzehn oder siebzehn Jahren. Im Primar- und Sekundarbereich bilden staatliche Schulen etwa 60 Prozent der australischen Schüler aus, etwa 40 Prozent besuchen nichtstaatliche Schulen. Im Tertiärbereich sind die meisten australischen Universitäten öffentlich, und die Studiengebühren werden durch ein Studentendarlehensprogramm subventioniert, bei dem die Zahlung fällig wird, wenn die Schuldner ein bestimmtes Einkommensniveau erreichen.
Auf der Grundlage des 1995 eingeführten Australischen Qualifikationsrahmens hat Australien ein nationales Qualifikationssystem eingeführt, das die Hochschulbildung, die berufliche Bildung und Ausbildung sowie die schulische Bildung umfasst. Für die Grund- und Sekundarschulen wurde seit 2010 schrittweise ein nationaler australischer Lehrplan entwickelt und umgesetzt. Australien ist ein weltweit führender Anbieter von Bildung für internationale Studierende und steht nach den Vereinigten Staaten und dem Vereinigten Königreich an dritter Stelle der internationalen Bildungsanbieter. Australien hat mit Abstand den höchsten Anteil internationaler Studierender pro Kopf der Bevölkerung in der Welt mit 812.000 internationalen Studierenden, die 2019 an den Universitäten und Berufsbildungseinrichtungen des Landes eingeschrieben sind. Viele Ausländer, die in Australien studieren, bleiben danach im Land. Die größte Gruppe an ausländischen Studierenden stammt aus der Volksrepublik China.
Der Bildungsindex, der 2018 zusammen mit dem Index der menschlichen Entwicklung der UNO veröffentlicht wurde und auf Daten aus dem Jahr 2017 basiert, führte Australien mit dem zweithöchsten Wert der Welt. Im PISA-Ranking von 2019 erreichen australische Schüler Platz 29 von 78 Ländern in Mathematik, Platz 17 in Naturwissenschaften und Platz 16 beim Leseverständnis. Die Leistung liegt damit über dem Durchschnitt der OECD-Staaten. Die Kinder von Immigranten schneiden im Gegensatz zu den meisten anderen Ländern in dem Test besser ab als die Kinder von Nicht-Immigranten.

## Statistik

### Historische Bevölkerung
Folgende Tabelle beinhaltet die Schätzungen der Bevölkerung Australiens seit dem Jahr 1788. Zu Bedenken ist, dass die indigene Bevölkerung Australiens bis 1961 nicht erfasst wurde und deshalb aus der Schätzung herausfällt. Vor 1788 wurde die indigene Bevölkerung auf 300.000 bis eine Million Personen geschätzt.
| Jahr | Einwohnerzahl | Jahr | Einwohnerzahl | Jahr | Einwohnerzahl |
| ---- | ------------- | ---- | ------------- | ---- | ------------- |
| 1788 | 859           | 1906 | 4.059.083     | 2021 | 25.422.788    |
| 1798 | 4.588         | 1916 | 4.943.173     |      |               |
| 1808 | 10.263        | 1926 | 6.056.360     |      |               |
| 1818 | 25.859        | 1936 | 6.778.372     |      |               |
| 1828 | 58.197        | 1946 | 7.465.157     |      |               |
| 1838 | 151.868       | 1956 | 9.425.563     |      |               |
| 1848 | 332.328       | 1966 | 11.599.498    |      |               |
| 1858 | 1.050.828     | 1976 | 14.033.083    |      |               |
| 1868 | 1.539.552     | 1986 | 16.018.350    |      |               |
| 1878 | 2.092.164     | 1996 | 18.224.767    |      |               |
| 1888 | 2.981.677     | 2006 | 19.855.288    |      |               |
| 1898 | 3.664.715     | 2016 | 23.401.892    |      |               |

### Geburten und Todesfälle seit 1950
Jährliche Entwicklung der Geburten und Todesfälle:
|      | Bevölkerung (Durchschnitt) | Geburten | Todesfälle | Natürliche Änderung | Geburtenrate (je 1 000 Einw.) | Sterberate (je 1 000 Einw.) | Änderung (je 1 000 Einw.) | Fertilität pro Frau | Nettomigration |
| ---- | -------------------------- | -------- | ---------- | ------------------- | ----------------------------- | --------------------------- | ------------------------- | ------------------- | -------------- |
| 1900 | 3.715.000                  | 102.221  | 44.060     | 58.161              | 27,3                          | 11,8                        | 15,5                      | 3,66                |                |
| 1901 | 3.765.000                  | 102.945  | 46.330     | 56.615              | 27,1                          | 12,2                        | 14,9                      | 3,64                |                |
| 1902 | 3.824.000                  | 102.776  | 48.078     | 54.698              | 26,7                          | 12,5                        | 14,2                      | 3,39                |                |
| 1903 | 3.875.000                  | 98.443   | 47.293     | 51.150              | 25,3                          | 12,1                        | 13,2                      | 3,58                |                |
| 1904 | 3.916.000                  | 104.113  | 43.572     | 60.541              | 26,4                          | 11,0                        | 15,4                      | 3,54                |                |
| 1905 | 3.974.000                  | 104.941  | 43.514     | 61.427              | 26,2                          | 10,9                        | 15,3                      | 3,51                |                |
| 1906 | 4.032.000                  | 107.890  | 44.333     | 63.557              | 26,6                          | 10,9                        | 15,7                      | 3,35                |                |
| 1907 | 4.091.000                  | 110.347  | 45.305     | 55.042              | 26,7                          | 11,0                        | 15,7                      | 3,35                |                |
| 1908 | 4.161.000                  | 111.545  | 46.426     | 55.119              | 26,6                          | 11,1                        | 15,5                      | 3,35                |                |
| 1909 | 4.232.000                  | 114.071  | 44.172     | 59.899              | 26,7                          | 10,3                        | 16,4                      | 3,35                |                |
| 1910 | 4.323.000                  | 116.801  | 45.590     | 61.211              | 26,7                          | 10,4                        | 16,3                      | 3,35                |                |
| 1911 | 4.425.000                  | 122.193  | 47.869     | 74.324              | 27,2                          | 10,6                        | 16,6                      | 3,51                |                |
| 1912 | 4.573.000                  | 133.088  | 52.177     | 80.911              | 28,6                          | 11,2                        | 17,4                      | 3,51                |                |
| 1913 | 4.820.172                  | 135.714  | 51.789     | 83.925              | 28,2                          | 10,7                        | 17,5                      | 3,51                |                |
| 1914 | 4.893.000                  | 137.983  | 51.720     | 86.263              | 28,0                          | 10,5                        | 17,5                      | 3,51                |                |
| 1915 | 4.971.000                  | 134.871  | 52.782     | 82.089              | 27,1                          | 10,6                        | 16,5                      | 3,51                |                |
| 1916 | 4.969.000                  | 131.426  | 54.197     | 77.219              | 26,6                          | 11,0                        | 15,6                      | 3,07                |                |
| 1917 | 4.917.000                  | 129.965  | 48.029     | 81.936              | 26,3                          | 9,7                         | 16,6                      | 3,35                |                |
| 1918 | 4.982.000                  | 125.739  | 50.249     | 75.490              | 25,0                          | 10,0                        | 15,0                      | 3,07                |                |
| 1919 | 5.080.000                  | 122.290  | 65.930     | 56.360              | 23,6                          | 12,7                        | 10,9                      | 3,07                |                |
| 1920 | 5.303.000                  | 136.406  | 56.289     | 80.117              | 25,5                          | 10,5                        | 15,5                      | 3,07                |                |
| 1921 | 5.411.000                  | 136.198  | 54.076     | 82.122              | 24,9                          | 9,9                         | 15,0                      | 3,12                |                |
| 1922 | 5.510.000                  | 137.496  | 51.311     | 86.185              | 24,7                          | 9,2                         | 15,5                      | 3,11                |                |
| 1923 | 5.637.000                  | 135.222  | 56.236     | 78.986              | 23,7                          | 9,9                         | 13,8                      | 3,02                |                |
| 1924 | 5.755.000                  | 134.927  | 54.980     | 79.953              | 23,2                          | 9,4                         | 13,8                      | 2,97                |                |
| 1925 | 5.882.000                  | 135.792  | 54.658     | 81.134              | 22,9                          | 9,2                         | 13,7                      | 2,95                |                |
| 1926 | 6.000.000                  | 133.162  | 56.952     | 76.210              | 22,0                          | 9,4                         | 12,6                      | 2,85                |                |
| 1927 | 6.124.000                  | 133.698  | 58.282     | 75.716              | 21,6                          | 9,4                         | 12,2                      | 2,80                |                |
| 1928 | 6.251.000                  | 134.078  | 59.378     | 74.700              | 21,3                          | 9,4                         | 11,9                      | 2,77                |                |
| 1929 | 6.355.000                  | 129.480  | 60.857     | 68.623              | 20,2                          | 9,5                         | 10,7                      | 2,64                |                |
| 1930 | 6.436.000                  | 128.399  | 55.331     | 73.068              | 19,8                          | 8,6                         | 11,2                      | 2,58                |                |
| 1931 | 6.500.000                  | 118.509  | 56.560     | 61.949              | 18,2                          | 8,7                         | 9,5                       | 2,36                |                |
| 1932 | 6.552.000                  | 110.933  | 56.757     | 54.176              | 16,9                          | 8,6                         | 8,3                       | 2,19                |                |
| 1933 | 6.603.000                  | 111.269  | 59.117     | 52.152              | 16,8                          | 8,9                         | 7,9                       | 2,17                |                |
| 1934 | 6.656.000                  | 109.475  | 62.229     | 47.246              | 16,4                          | 9,3                         | 7,1                       | 2,11                |                |
| 1935 | 6.707.000                  | 111.325  | 63.599     | 47.726              | 16,5                          | 9,4                         | 7,1                       | 2,12                |                |
| 1936 | 6.755.000                  | 116.073  | 63.932     | 52.141              | 17,1                          | 9,4                         | 7,7                       | 2,18                |                |
| 1937 | 6.810.000                  | 119.131  | 64.496     | 54.635              | 17,4                          | 9,4                         | 8,0                       | 2,21                |                |
| 1938 | 6.871.000                  | 120.415  | 66.451     | 53.964              | 17,4                          | 9,6                         | 7,8                       | 2,21                |                |
| 1939 | 6.935.000                  | 122.891  | 69.147     | 53.744              | 17,6                          | 9,9                         | 7,7                       | 2,22                |                |
| 1940 | 7.004.000                  | 126.347  | 68.384     | 57.963              | 17,9                          | 9,7                         | 8,2                       | 2,26                |                |
| 1941 | 7.077.000                  | 134.525  | 71.176     | 63.349              | 18,9                          | 10,0                        | 8,9                       | 2,36                |                |
| 1942 | 7.143.000                  | 136.708  | 75.191     | 61.517              | 19,1                          | 10,5                        | 8,6                       | 2,38                |                |
| 1943 | 7.201.000                  | 149.295  | 74.486     | 74.809              | 20,6                          | 10,3                        | 10,3                      | 2,57                |                |
| 1944 | 7.269.000                  | 153.344  | 69.596     | 83.748              | 21,0                          | 9,5                         | 11,5                      | 2,63                |                |
| 1945 | 7.347.000                  | 160.560  | 70.231     | 90.229              | 21,7                          | 9,5                         | 12,2                      | 2,74                |                |
| 1946 | 7.430.000                  | 176.379  | 74.661     | 101.718             | 23,6                          | 10,0                        | 13,6                      | 2,99                |                |
| 1947 | 7.517.000                  | 182.384  | 73.468     | 108.916             | 24,1                          | 9,7                         | 14,4                      | 3,08                |                |
| 1948 | 7.637.000                  | 177.976  | 76.839     | 101.137             | 23,1                          | 10,0                        | 13,1                      | 2,98                |                |
| 1949 | 7.792.000                  | 181.261  | 75.260     | 106.001             | 22,9                          | 9,5                         | 13,4                      | 2,99                |                |
| 1950 | 8.045.000                  | 190.591  | 78.187     | 112.404             | 23,3                          | 9,6                         | 13,7                      | 3,01                |                |
| 1951 | 8.307.000                  | 193.298  | 81.788     | 111.510             | 23,0                          | 9,7                         | 13,3                      | 3,06                |                |
| 1952 | 8.527.000                  | 201.650  | 81.597     | 120.053             | 23,4                          | 9,5                         | 13,9                      | 3,15                |                |
| 1953 | 8.739.000                  | 202.235  | 80.188     | 122.047             | 22,9                          | 9,1                         | 13,8                      | 3,23                |                |
| 1954 | 8.902.000                  | 202.256  | 81.805     | 120.451             | 22,5                          | 9,1                         | 13,4                      | 3,30                |                |
| 1955 | 9.089.000                  | 207.677  | 82.036     | 125.641             | 22,6                          | 8,9                         | 13,7                      | 3,35                |                |
| 1956 | 9.311.000                  | 212.633  | 86.088     | 126.545             | 22,5                          | 9,1                         | 13,4                      | 3,39                |                |
| 1957 | 9.530.000                  | 220.358  | 84.953     | 135.405             | 22,9                          | 8,8                         | 14,1                      | 3,41                |                |
| 1958 | 9.744.000                  | 222.504  | 83.723     | 138.481             | 22,6                          | 8,5                         | 14,1                      | 3,42                |                |
| 1959 | 9.947.000                  | 226.976  | 89.212     | 137.765             | 22,6                          | 8,9                         | 13,7                      | 3,41                |                |
| 1960 | 10.160.000                 | 230.326  | 88.464     | 141.862             | 22,4                          | 8,6                         | 13,8                      | 3,39                |                |
| 1961 | 10.391.000                 | 239.986  | 88.961     | 151.025             | 22,8                          | 8,5                         | 14,3                      | 3,35                |                |
| 1962 | 10.642.000                 | 237.081  | 93.163     | 143.918             | 22,1                          | 8,7                         | 13,4                      | 3,30                |                |
| 1963 | 10.846.000                 | 235.689  | 94.894     | 140.795             | 21,5                          | 8,7                         | 12,8                      | 3,24                |                |
| 1964 | 11.055.000                 | 229.149  | 100.594    | 128.555             | 20,5                          | 8,7                         | 11,8                      | 3,17                |                |
| 1965 | 11.280.000                 | 222.854  | 99.715     | 123.139             | 19,6                          | 8,8                         | 10,8                      | 2,97                |                |
| 1966 | 11.505.000                 | 223.731  | 103.929    | 119.802             | 19,3                          | 9,0                         | 10,3                      | 2,89                |                |
| 1967 | 11.704.000                 | 229.796  | 102.703    | 127.093             | 19,4                          | 8,7                         | 10,7                      | 2,85                |                |
| 1968 | 11.912.000                 | 240.906  | 109.547    | 131.359             | 20,0                          | 9,1                         | 10,9                      | 2,89                |                |
| 1969 | 12.145.000                 | 250.175  | 106.496    | 143.681             | 20,4                          | 8,7                         | 11,7                      | 2,93                |                |
| 1970 | 12.407.000                 | 257.516  | 113.048    | 144.468             | 20,5                          | 9,0                         | 10,5                      | 2,94                |                |
| 1971 | 12.663.000                 | 276.361  | 110.650    | 165.711             | 21,5                          | 8,6                         | 12,9                      | 2,98                |                |
| 1972 | 13.067.000                 | 271.960  | 110.191    | 161.769             | 20,6                          | 8,4                         | 12,2                      | 2,74                |                |
| 1973 | 13.303.000                 | 255.848  | 111.336    | 144.512             | 19,1                          | 8,3                         | 10,8                      | 2,49                |                |
| 1974 | 13.504.000                 | 243.658  | 110.179    | 133.479             | 17,9                          | 8,1                         | 9,8                       | 2,32                |                |
| 1975 | 13.722.000                 | 239.794  | 114.501    | 125.293             | 17,4                          | 8,3                         | 9,1                       | 2,15                |                |
| 1976 | 13.892.000                 | 231.135  | 110.610    | 120.525             | 16,6                          | 7,9                         | 8,7                       | 2,06                |                |
| 1977 | 14.033.000                 | 226.954  | 111.490    | 115.464             | 16,1                          | 7,9                         | 8,2                       | 2,01                |                |
| 1978 | 14.192.000                 | 226.359  | 108.059    | 118.300             | 15,9                          | 7,6                         | 8,3                       | 1,95                |                |
| 1979 | 14.359.000                 | 223.370  | 108.315    | 115.055             | 15,5                          | 7,5                         | 8,0                       | 1,91                |                |
| 1980 | 14.515.000                 | 223.664  | 106.654    | 117.010             | 15,3                          | 7,3                         | 8,0                       | 1,89                |                |
| 1981 | 14.695.000                 | 230.920  | 109.429    | 121.491             | 15,6                          | 7,4                         | 8,2                       | 1,94                |                |
| 1982 | 14.923.000                 | 237.076  | 110.990    | 116.086             | 15,7                          | 7,4                         | 8,3                       | 1,93                | 128.100        |
| 1983 | 15.184.000                 | 241.764  | 112.918    | 128.846             | 15,8                          | 7,4                         | 8,4                       | 1,92                | 73.300         |
| 1984 | 15.393.000                 | 240.544  | 110.887    | 129.657             | 15,5                          | 7,2                         | 8,3                       | 1,84                | 49.100         |
| 1985 | 15.579.000                 | 241.814  | 114.197    | 127.617             | 15,4                          | 7,3                         | 8,1                       | 1,92                | 73.800         |
| 1986 | 15.788.000                 | 239.115  | 116.069    | 123.046             | 15,0                          | 7,3                         | 7,7                       | 1,87                | 100.500        |
| 1987 | 16.018.000                 | 242.977  | 116.139    | 126.838             | 15,0                          | 7,2                         | 7,8                       | 1,85                | 125.800        |
| 1988 | 16.263.000                 | 246.200  | 120.463    | 125.737             | 15,0                          | 7,3                         | 7,7                       | 1,83                | 149.400        |
| 1989 | 16.532.000                 | 250.155  | 118.767    | 131.388             | 15,1                          | 7,1                         | 8,0                       | 1,84                | 157.500        |
| 1990 | 16.814.000                 | 257.521  | 125.112    | 132.409             | 15,3                          | 7,4                         | 7,9                       | 1,90                | 124.700        |
| 1991 | 17.065.000                 | 261.158  | 119.572    | 141.586             | 15,2                          | 7,0                         | 8,2                       | 1,85                | 86.500         |
| 1992 | 17.284.000                 | 259.186  | 120.836    | 138.350             | 14,9                          | 6,9                         | 8,0                       | 1,89                | 68.600         |
| 1993 | 17.494.000                 | 259.959  | 121.338    | 138.621             | 14,8                          | 6,9                         | 7,9                       | 1,86                | 30.100         |
| 1994 | 17.667.000                 | 258.314  | 123.496    | 134.818             | 14,5                          | 7,0                         | 7,5                       | 1,84                | 46.600         |
| 1995 | 17.854.000                 | 258.210  | 126.232    | 131.978             | 14,4                          | 7,0                         | 7,4                       | 1,82                | 80.200         |
| 1996 | 18.071.000                 | 250.438  | 126.400    | 124.038             | 13,8                          | 6,9                         | 6,9                       | 1,80                | 104.000        |
| 1997 | 18.310.000                 | 253.660  | 127.298    | 126.362             | 13,7                          | 6,9                         | 6,8                       | 1,78                | 87.200         |
| 1998 | 18.517.000                 | 249.105  | 129.255    | 119.850             | 13,4                          | 6,9                         | 6,5                       | 1,75                | 79.100         |
| 1999 | 18.711.000                 | 249.965  | 128.278    | 121.487             | 13,3                          | 6,8                         | 6,5                       | 1,75                | 96.500         |
| 2000 | 18.925.000                 | 249.310  | 128.392    | 120.918             | 13,1                          | 6,7                         | 6,4                       | 1,75                | 107.200        |
| 2001 | 19.153.000                 | 247.500  | 128.913    | 118.587             | 12,8                          | 6,7                         | 6,1                       | 1,73                | 135.700        |
| 2002 | 19.413.000                 | 250.988  | 133.707    | 117.281             | 12,9                          | 6,9                         | 6,0                       | 1,77                | 110.600        |
| 2003 | 19.651.000                 | 246.663  | 132.239    | 114.424             | 12,5                          | 6,7                         | 5,8                       | 1,75                | 116.500        |
| 2004 | 19.895.000                 | 249.082  | 133.231    | 115.851             | 12,4                          | 6,7                         | 5,7                       | 1,76                | 100.000        |
| 2005 | 20.127.000                 | 255.934  | 131.354    | 124.580             | 12,6                          | 6,5                         | 6,1                       | 1,79                | 123.800        |
| 2006 | 20.394.000                 | 263.540  | 134.041    | 129.499             | 12,8                          | 6,5                         | 6,3                       | 1,82                | 146.700        |
| 2007 | 20.697.000                 | 274.330  | 134.785    | 139.545             | 13,2                          | 6,4                         | 6,8                       | 1,87                | 232.700        |
| 2008 | 21.015.000                 | 302.272  | 143.946    | 158.326             | 14,4                          | 6,8                         | 7,6                       | 2,02                | 277.400        |
| 2009 | 21.262.000                 | 295.700  | 140.760    | 154.940             | 13,9                          | 6,6                         | 7,3                       | 1,90                | 299.800        |
| 2010 | 22.183.000                 | 297.900  | 143.473    | 154.427             | 13.4                          | 6.4                         | 7.0                       | 1.89                | 172,038        |
| 2011 | 22.340.000                 | 301.617  | 146.932    | 156.050             | 13,5                          | 6,6                         | 6,9                       | 1,92                | 205.679        |
| 2012 | 22.723.000                 | 309.582  | 147.098    | 161.782             | 13,6                          | 6,5                         | 7,1                       | 1,91                | 241.151        |
| 2013 | 23.162.000                 | 308.065  | 147.708    | 160.357             | 13,3                          | 6,4                         | 6,9                       | 1,88                | 235,797        |
| 2014 | 23.413.000                 | 299.697  | 153.400    | 146.300             | 12,8                          | 6,5                         | 6,3                       | 1,80                | 179.000        |
| 2015 | 23.858.000                 | 305.377  | 159.052    | 146.325             | 12,8                          | 6,7                         | 6,1                       | 1,81                | 181.000        |
| 2016 | 24.385.600                 | 311.104  | 158.504    | 152.600             | 12,9                          | 6,5                         | 6,4                       | 1,79                | 243.800        |
| 2017 | 24.770.700                 | 309.142  | 160.909    | 148.233             | 12,6                          | 6,5                         | 6,1                       | 1,74                | 241.700        |
| 2018 | 25.180.200                 | 315.147  | 158.493    | 156.654             | 12,6                          | 6,5                         | 6,1                       | 1,74                | 248.400        |
| 2019 | 25.522.100                 | 305.832  | 169.301    | 136.531             | 12,1                          | 6,7                         | 5,4                       | 1,657               | 210.700        |
| 2020 | 25.694.393                 | 294.400  | 161.400    | 133.000             | 11,5                          | 6,3                         | 5,2                       |                     | 3.300          |

### Historische Entwicklung der Lebenserwartung
1921–1950
| Jahre                         | 1921 | 1922 | 1923 | 1924 | 1925 | 1926 | 1927 | 1928 | 1929 | 1930 |
| ----------------------------- | ---- | ---- | ---- | ---- | ---- | ---- | ---- | ---- | ---- | ---- |
| Lebenserwartung in Australien | 61,0 | 62,9 | 61,7 | 62,5 | 63,2 | 62,9 | 62,8 | 62,9 | 63,1 | 64,9 |

| Jahre                         | 1931 | 1932 | 1933 | 1934 | 1935 | 1936 | 1937 | 1938 | 1939 | 1940 |
| ----------------------------- | ---- | ---- | ---- | ---- | ---- | ---- | ---- | ---- | ---- | ---- |
| Lebenserwartung in Australien | 65,3 | 65,6 | 65,4 | 64,8 | 65,1 | 65,2 | 65,8 | 65,8 | 65,8 | 66,2 |

| Jahre                         | 1941 | 1942 | 1943 | 1944 | 1945 | 1946 | 1947 | 1948 | 1949 | 1950 |
| ----------------------------- | ---- | ---- | ---- | ---- | ---- | ---- | ---- | ---- | ---- | ---- |
| Lebenserwartung in Australien | 66,1 | 65,9 | 66,4 | 68,0 | 68,5 | 68,0 | 68,6 | 68,5 | 69,1 | 69,0 |

1950–2015
| Periode   | Lebenserwartung in Jahren | Periode   | Lebenserwartung in Jahren |
| --------- | ------------------------- | --------- | ------------------------- |
| 1950–1955 | 69,4                      | 1985–1990 | 76,2                      |
| 1955–1960 | 70,4                      | 1990–1995 | 77,7                      |
| 1960–1965 | 70,9                      | 1995–2000 | 78,8                      |
| 1965–1970 | 70,8                      | 2000–2005 | 80,3                      |
| 1970–1975 | 71,8                      | 2005–2010 | 81,5                      |
| 1975–1980 | 73,6                      | 2010–2015 | 82,3                      |
| 1980–1985 | 75,1                      |           |                           |

Quelle: Our World in Data und UN World Population Prospects

### Historische Entwicklung der Altersstruktur

Medianalter in Australien (2011)

Quelle: Australian Bureau of Statistics.
| Alter              | 1901 | 1911 | 1921 | 1931 | 1941 | 1951 | 1961 | 1971 | 1981 | 1991 | 2001 | 2007 | 2016 |
| ------------------ | ---- | ---- | ---- | ---- | ---- | ---- | ---- | ---- | ---- | ---- | ---- | ---- | ---- |
| 0–14 Jahre         | 35,1 | 31,6 | 31,8 | 28,5 | 24,2 | 27,2 | 30,3 | 28,7 | 25,0 | 21,9 | 20,5 | 19,4 | 18,6 |
| 15–24 Jahre        | 19,4 | 20,1 | 16,9 | 18,1 | 17,5 | 14,1 | 14,3 | 17,4 | 17,4 | 16,0 | 13,7 | 14,0 | 12,8 |
| 25–44 Jahre        | 29,4 | 28,8 | 30,0 | 29,3 | 30,0 | 29,4 | 27,7 | 27,4 | 28,4 | 28,6 | 30,0 | 29,2 | 27,9 |
| 45–64 Jahre        | 12,0 | 14,8 | 17,0 | 18,0 | 20,9 | 20,4 | 19,9 | 20,0 | 19,2 | 19,3 | 23,1 | 25,0 | 25,1 |
| 65 Jahre und älter | 4,0  | 4,3  | 4,5  | 6,1  | 7,4  | 8,1  | 8,5  | 8,3  | 9,8  | 11,3 | 12,6 | 13,2 | 15,8 |